# Andrej Balasjov
Andrej Balasjov (ryska: Андрей Васильевич Балашов), född den 22 mars 1946 i Leningrad, död 21 oktober 2009 i Moskva, var en sovjetisk seglare.
Han tog OS-brons i finnjolle i samband med de olympiska seglingstävlingarna 1980 i Moskva.